# جیل الیس
جیل الیس (انگلیسی: Jill Ellis با نام کامل جیلیان الیس؛ زادهٔ ۶ سپتامبر ۱۹۶۶) یک بازیکن فوتبال، و سرمربی اهل ایالات متحده آمریکا است.
وی از سال ۲۰۱۴ مربی تیم ملی فوتبال زنان ایالات متحده آمریکا می باشد